# 1520 Imatra
1520 Imatra este un asteroid din centura principală, descoperit pe 22 octombrie 1938, de Yrjö Väisälä.